# BYD Seal 07 DM-i
BYD 07 DM-i (chinês: 比亚迪07 DM-i), anteriormente conhecido como BYD Seal DM-i até 2024, é um sedã híbrido plug-in de grande porte fabricado pela BYD Auto desde 2023. O modelo foi inicialmente apresentado como protótipo na Auto Shanghai sob o nome BYD Destroyer 07, antes de ser renomeado para integrar a série de sedãs Seal. O Seal DM-i é comercializado por meio das concessionárias Ocean Network e posicionado como uma alternativa mais acessível ao BYD Han, que é vendido pela rede Dynasty Network. As vendas do modelo começaram em setembro de 2023 na China .

## Visão geral
Designação e Mudanças de Lançamento

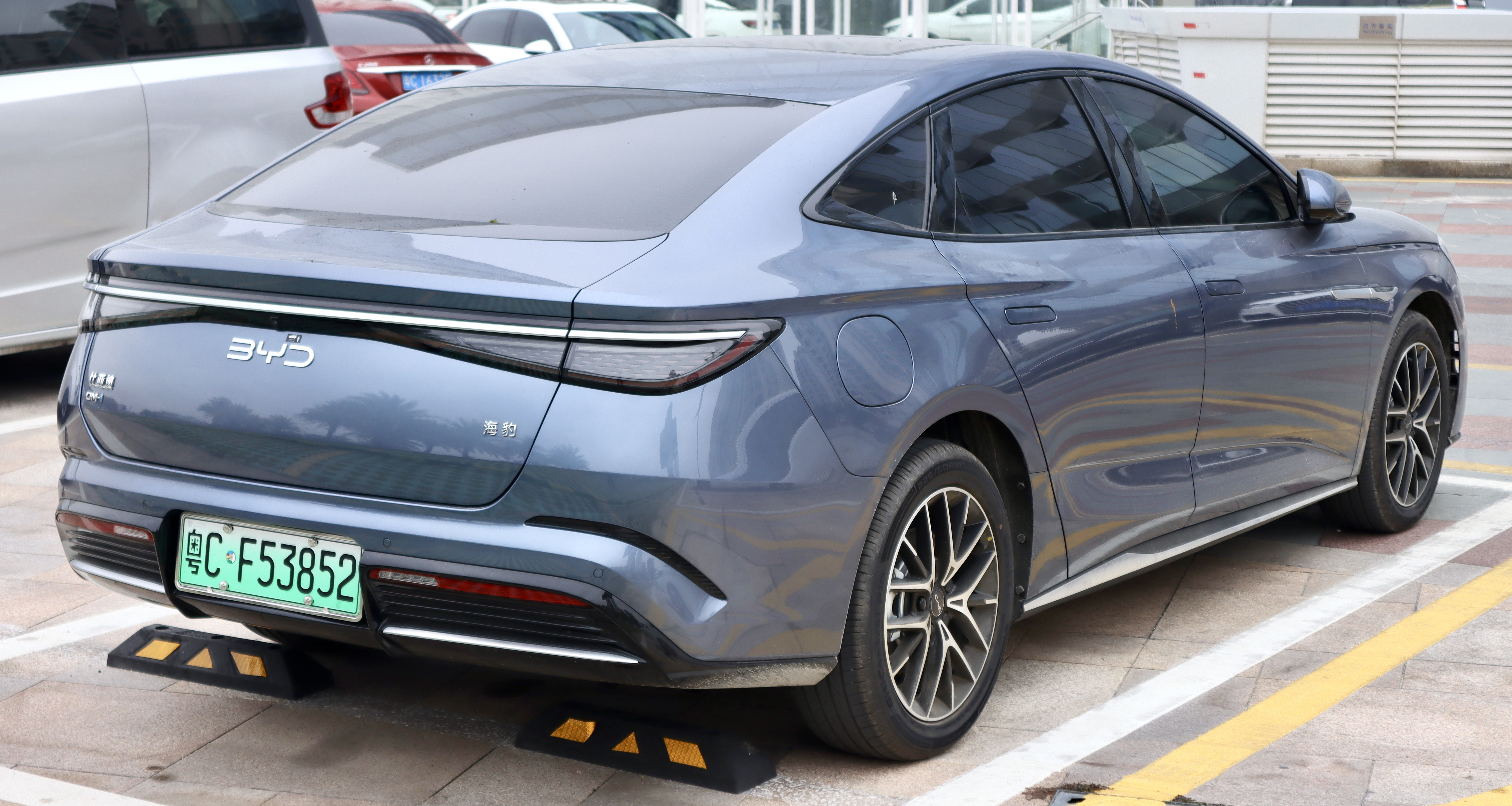
Vista retrovisória

Originalmente denominado Destroyer 07, o Seal DM-i foi inicialmente planejado para ser o terceiro modelo da linha Warship Series. No entanto, em julho de 2023, poucos meses antes do lançamento oficial, a BYD decidiu alterar os planos e lançar o veículo sob o nome Seal DM-i .
Design Estético e Características
O design estilístico do Seal DM-i foi criado por Wolfgang Egger e manteve a estética inovadora introduzida na versão elétrica do Seal. Entre os elementos distintivos, destacam-se os arcos de roda musculosos, a linha de teto elegante e os faróis em formato de bumerangue. Na parte traseira, as lâmpadas adotaram o formato de gotas d'água, dominando a composição junto a uma faixa cromada .
Interior e Tecnologia
O interior do Seal DM-i compartilha um design idêntico a outros modelos da linha Ocean Series da BYD. O elemento central do painel é uma tela sensível ao toque de 15,6 polegadas, que integra o sistema multimídia .

## Especificações
| Tipo             | Cilindrada          | Potência do motor | Torque do motor | Transmissão | Bateria      | Layout | Potência do motor elétrico | Torque do motor elétrico | 0-100 km/h   | Capacidade de exploração (NEDC) | Capacidade de exploração (TLC) | Anos de calendário |
| ---------------- | ------------------- | ----------------- | --------------- | ----------- | ------------ | ------ | -------------------------- | ------------------------ | ------------ | ------------------------------- | ------------------------------ | ------------------ |
| 1.5L 121 km DM-i | 1.498 cc (I4)       | 81 kW (110 hp)    | 135 N⋅m         | E-CVT       | 17,6 kWh LFP | FWD    | 145 kW (197 hp)            | 325 N⋅m                  | 8,2 segundos | 121 km                          | 101 km                         | 2023-presente      |
| 1.5T 121 km DM-i | 1.497 cc (Turbo I4) | 102 kW (137 hp)   | 231 N⋅m         | E-CVT       | 17,6 kWh LFP | FWD    | 160 kW (217 hp)            | 325 N⋅m                  | 7,9 segundos | 121 km                          | 101 km                         | 2023-presente      |
| 1.5T 200 km DM-i | 1.497 cc (Turbo I4) | 102 kW (137 hp)   | 231 N⋅m         | E-CVT       | 30,7 kWh LFP | FWD    | 160 kW (217 hp)            | 325 N⋅m                  | 7,9 segundos | 200 km                          | 160 km                         | 2023-presente      |
| Referências:     |                     |                   |                 |             |              |        |                            |                          |              |                                 |                                |                    |